# Sierra de Dahra
El Dahra (en árabe  جبال الظهرة) es una región montañosa de Argelia ubicada al norte del país. Es parcialmente berberófona.

## Toponimia
Dahra es una palabra árabe que significa « espalda », este término designa una meseta extensa  y de escasa pendiente. En África del Norte, otra región situada al Este de Marruecos lleva el mismo nombre.

## Geografía
El Dahra es un macizo montañoso extenso y variado que forma parte de Atlas teliano occidental. Está cubierto de bosques o de cultivos  pobres y tiene numerosos circos y puertos de pesca. Se extiende del uadi Djer al este a la desembocadura del Chelif al oeste; desde el  Mediterráneo al norte al uadi Chelif al sur. Su pico más elevado culmina a 1550 metros, el monte Zaccar situado al norte de Miliana. Las otras cumbres principales son los montes Bissa, El Gourine (736 m) y el Arbal (1095 m). Algunos  macizos calizos están llenos de grutas. El sector del litoral se  llama  « Cornisa del Dahra » : Occidental, entre Ténès y Mostaganem ; y Oriental entre Tenés y Cherchell.

Este macizo constituye una región muy accidentada, a caballo entre los valiatos de Tipaza, Chlef, Aïn Defla, Mostaganem, Relizane y Blida (extremidad oriental). La ciudad de Mostaganem está considerada en Argelia como la capital de la región.

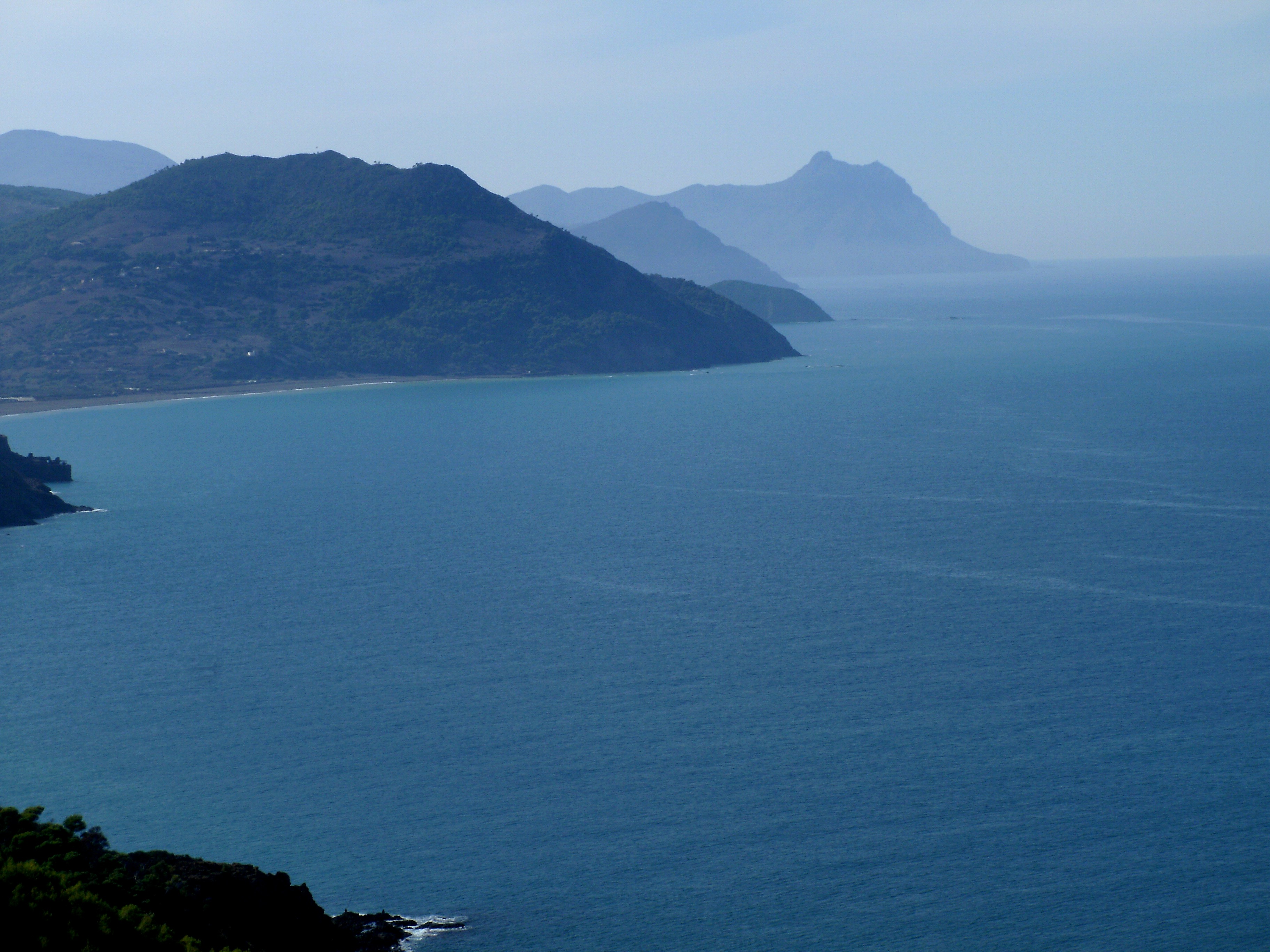
La cornisa del Dahra cerca del cabo Tenés.
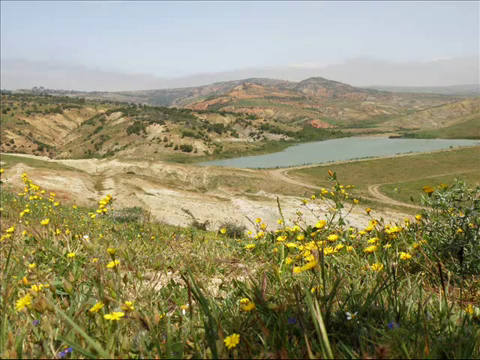
Cerros del Dahra, en el valiato  de Mostaganem.
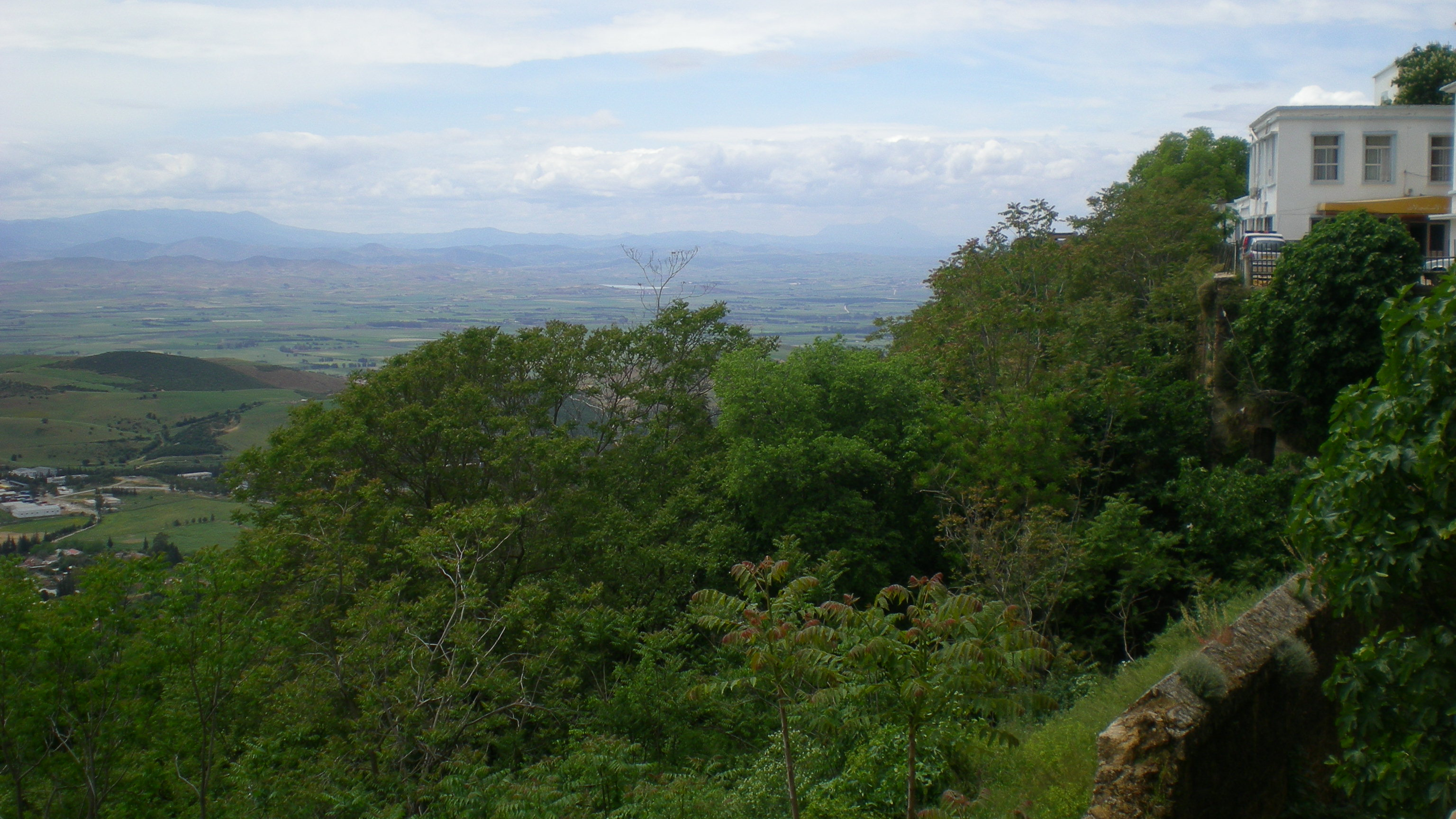
Región de Miliana en la vertiente meridional.

## Historia

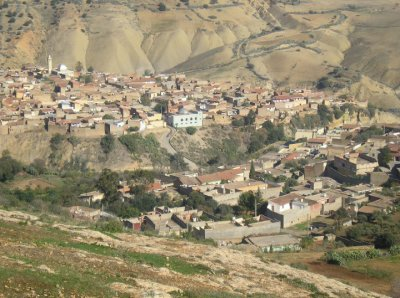
La vieja ciudad de Mazouna.

Durante el periodo romano, los bosques de Thuja estaban explotados. Durante el periodo otomano, Mazouna se convierte  en la capital  del beylik del Oeste hasta en 1701. Es en esta ciudad donde se fundó, la cofradía Sanusí.
Durante la conquista de Argelia por Francia, es en el seno de las grutas del Dahra, que tuvo lugar en 1845, el episodio de los ahumamientos  del Dahra :  hombres, mujeres y niñas de una tribu aliada de Cheikh Boumaza se refugia, en las grutas para escapar del  ejército francés mandado por el teniente-coronel Aimable Pélissier. Éste manda llenar de humo  las salidas, asfixiando a  cerca de un millar de personas - solas algunos supervivientes escaparon, lo que fue calificado por Napoleón Joseph Ney, par de Francia, de « acto de crueldad inexplicable ». En 1884, el geógrafo  y pensador  Élisée Reclus funda un asentamiento anarquista.

## Poblaciones
Los habitantes del Dahra son de origen bereber,  particularmente   zenetes, que descienden de los Banou Ifren y de los Magrava.
Los habitantes hablan un dialecto bereber llamado shenwa en la parte oriental, entre Bou Ismaïl (40 kilómetros al oeste de Argel) y Ténès (200 kilómetros al oeste de Argel), es, en extensión  la tercera región de Argelia, después del  Aurés y la Cabilia ; y el árabe al oeste de Ténès, en esta parte, las ciudades de Tenés y de Mostaganem han conservado la lengua árabe, pero la mayoría de las berberófonos son también arabófonos. El árabe hablado en esta región es particular y constituye una transición entre las hablas del centro y los del oeste, con muchas palabras bereberes (« empujar » = dmer, « seta » = tareghla, « avispón » = arzouzi, etc.).